# Chi Le
Chi-Lan Le (* 28. Januar 1987 in Hanoi, Vietnam) ist eine deutsche Schauspielerin.

## Leben
Chi Le stand bisher für mehrere Fernseh- und Kinoproduktionen vor der Kamera. Ihr Filmdebüt gab sie 2005 in der HFF-Produktion Make Love in Heaven, die von Rosa von Praunheim betreut wurde. Zwei Jahre später spielte sie unter der Regie Praunheims in dem Kinofilm Sechs tote Studenten.
Ende 2007 spielte sie unter der Regie von Sebastian Niemann – unter anderem neben Bud Spencer, Franco Nero, Nora Tschirner, Christian Tramitz und Rick Kavanian – die Auftragskillerin Maria in dem Kinofilm Mord ist mein Geschäft, Liebling.
Von August 2009 bis Januar 2010 übernahm Chi Le die Rolle Yuna Kapur in der Vorabendserie Marienhof.
Neben ihrer schauspielerischen Tätigkeit studiert Chi Le seit 2007 Visuelle Kommunikation an der Bauhaus-Universität Weimar.

## Filmografie
- 2005: Summer Palace
- 2005: Make Love in Heaven
- 2006: Alarm für Cobra 11 – Die Autobahnpolizei (Fernsehserie)
- 2006: Hausmeister Krause (Fernsehserie)
- 2007: Sechs tote Studenten
- 2008: Tatort – Der Tote Chinese (Fernsehfilm)
- 2008: Klinik am Alex (Fernsehserie)
- 2008: Lasko – Die Faust Gottes (Fernsehserie)
- 2008: Dinner for four
- 2008: Armer schwarzer Kater
- 2009: Mord ist mein Geschäft, Liebling
- 2009/2010: Marienhof (Fernsehserie, #3.683–#3.770)
- 2010: Bei manchen Männern hilft nur Voodoo (Fernsehfilm)
- 2010: Lasko – Die Faust Gottes (Fernsehserie)
- 2013: Dampfnudelblues
- 2016: Schweinskopf al dente
- 2018: Sauerkrautkoma
- 2021: Kaiserschmarrndrama
- 2024: Tatort: Am Tag der wandernden Seelen